# Mirakelspel
Mirakelspel, liksom mysteriespel, härstammar från det liturgiska dramat, som innebar att mässans munkar gick från att skifta mellan sång och dialog till att gestalta mässorna med skådespel.
Mirakelspelen spreds i Europa efter att Kristi lekamen godkänts på 1300-talet. Handlingen hämtades inte ur bibeln, utan mirakelspelen kretsade kring helgons liv, och hur de utförde underverk, eller om goda människor som straffades för sin tro. Budskapet i de religiösa spelen var "Håll fast vid din tro vad som än händer. Du får din belöning efter döden." 
Mirakelspel och mysteriespel spelades till skillnad från det liturgiska dramat inte i kyrkan, utan det spelades på torgen och utanför kyrkan; det spelades inte heller av präster eller munkar, utan av stadens borgare. Liksom mysteriespelen hade mirakelspelen en tung stämning, så man lade in vardagliga och komiska scener, så kallade farser, ordet fars betyder ursprungligen "stoppa in". Skådespelen under medeltiden blev allt folkligare, men moraliska lektioner var fortfarande en stor del av det. Moraliteter handlade, till skillnad från mirakelspel inte om hur det gick om man höll fast vid sin tro, utan om hur det kunde gå för den som inte var troende och levde syndfullt.. Moraliteterna hade en mer vardaglig handling. De här sortens dramer gick ibland ifrån predikan, utan blev istället allmänt lustiga. Ett välkänt exempel är det franska stycket Maître Pathelin, som handlar om en advokat som försöker lura alla andra, men som istället lurar sig själv till slut.
En stor del av mirakelspelen var scentekniska effekter, till exempel med hissanordningar där änglar hissades ner från kyrktaket, upplyst av hundratals ljus.
En direkt efterföljare av mirakelspelen var på 1600-talets jesuitiska barockteater; teatern tillägnad Jesuitorden, en manlig katolsk orden.

## Andra medeltida skådespel
- Mysteriespel
- Moraliteter